# تومیسواو (استان سلیزیا سفلی)
تومیسواو (به لهستانی:  Tomisław) یک روستا در لهستان است که در گمینا اوشچنگتسا واقع شده‌است.